# Transilvania Jazz Festival
Transilvania Jazz Festival este un festival internațional anual de jazz care are loc în luna octombrie la Cluj.

## Prezentare
Prima ediție a festivalului a avut loc in 2007 (fără a uita avanpremierele din decembrie 2006 și din aprilie 2007) la inițiativa asociației culturale „Cetatea Alba” și a Centrului Cultural Francez din Cluj. Consilierul muzical al festivalului este contrabasistul Olivier Gatto.
Festivalul cuprinde mai multe manifestari: concerte, jam sessions, master classes cu personalitați muzicale, conferințe, proiecții de filme despre muzicieni / muzici de jazz etc.
Evenimentele au loc în diverse săli de concerte și baruri din Cluj.
Inca de la prima editie directorul festivalului este Simona Hodos, care detine o experienta impresionanta in organizarea de evenimente internationale in Romania, Franta si Canada.

## Invitați
- 2009: Potage du Jour, Sound-check, Teodora Enache Trio, Pulcinella
- 2008: Big-Band GAIO, Boys Band Trio, Pavel Fajt, Yumiko Ishijima, Olivier Gatto Quiet Fire Quintet, Harry Tavitian, Anatoly Vapirov, Liviu Butoi, Teodora Enache, Decebal Badila, Jacky Terrasson
- 2007: Jean-François Maljean, Olivier Gatto, Jeri Brown, Janice Harrington, Mihály Dresh Quartet
- 2006: Jancy Körössy, Teodora Enache, Lydia Filipovic Quintet